# Martina Fusini
Martina Fusini (Fiesole, Florencia, Italia, 30 de enero de 1996) es una futbolista italiana. Juega como defensa y actualmente milita en el Pomigliano Femminile de la Serie A de Italia, siendo cedida por la ACF Fiorentina.

## Trayectoria
Se formó en la cantera del Firenze, con la que ganó el Campeonato Primavera en 2013. Sus buenas prestaciones en las divisiones inferiores hicieron que fuera incorporada al primer equipo; debutó en la máxima división italiana durante la temporada 2012-13, jugando 18 partidos y marcando su primer gol en la Serie A.
En el verano de 2015, los derechos deportivos del Firenze fueron adquiridos por la Fiorentina Women's, sección femenina de la ACF Fiorentina, y Fusini se incorporó al nuevo club. En la temporada 2016-17, la Viola se coronó campeona tanto de la Serie A como de la Copa Italia. En agosto de 2017 fue cedida a otro equipo de la Ciudad metropolitana de Florencia, el Empoli, donde permaneció una temporada. En 2018 volvió a la Fiorentina, ganando la Supercopa italiana ante la Juventus de Turín.
En diciembre de 2020 fue cedida al Napoli. En julio de 2021 la Fiorentina la cedió al Pomigliano, recién ascendido a la Serie A.

## Clubes
| Club                          | País   | Año         |
| ----------------------------- | ------ | ----------- |
| A. C. F. Firenze              | Italia | 2012 - 2015 |
| A. C. F. Fiorentina           | Italia | 2015 - 2017 |
| Empoli Ladies (cedida)        | Italia | 2017 - 2018 |
| A. C. F. Fiorentina           | Italia | 2018 - 2020 |
| Napoli Femminile (cedida)     | Italia | 2020 - 2021 |
| Pomigliano Femminile (cedida) | Italia | 2021 - Act. |

## Palmarés

### Campeonatos nacionales
| Título             | Club                | País   | Año         |
| ------------------ | ------------------- | ------ | ----------- |
| Serie A            | A. C. F. Fiorentina | Italia | 2016 - 2017 |
| Copa Italia        | A. C. F. Fiorentina | Italia | 2016 - 2017 |
| Supercopa italiana | A. C. F. Fiorentina | Italia | 2018        |